# Näs gård
Denna artikel handlar om gården i Mullsjö kommun. För andra gårdar med namnet Näs, se Näs (olika betydelser)
Näs gård är ett säteri i (Bjurbäcks socken) Mullsjö kommun i Västergötland. Gården är belägen på en udde i Nässjön.

## Historik
Gården nämns första gången i ett testamente från 1371. Den äldsta byggnaden är ett porthus från 1600-talet. Därutöver finns ett flertal byggnader från 1700-talet, flera som byggts på äldre grunder. Nio av gårdens byggnader förklarades som byggnadsminne 1997.